# Ramón Akal González
Ramón Akal González (Baleira, Lugo, 1940) es un editor y librero español. Creador de Ediciones Akal, ha dirigido la empresa desde 1972.

## Biografía
Nacido en Galicia en 1940, Ramón Akal se interesó desde joven por la edición y el mundo editorial. Librero y distribuidor de libros en una primera etapa, en Gijón, fundó en 1972 en Madrid una pequeña editorial, Ediciones Akal, un sello editorial que ha permanecido en el tiempo.

## Trayectoria
Ediciones Akal echó a andar en 1972, en los últimos años de la Dictadura franquista. Sus títulos pronto chocaron con el viejo Régimen. En 1975 fue secuestrada la edición de su libro El Sáhara en la crisis de Marruecos y España, del sociólogo Juan Maestre Alfonso.
Akal fue detenido el 1 de mayo de 1976 junto a otras 24 personas por manifestarse a favor de las libertades públicas en la plaza Dos de Mayo de Madrid. Entre los detenidos estaban el profesor Regino García-Badell Arias y el abogado Juan Cristóbal González.
En 1976, Akal publicó la obra Fanny Hill, de John Cleland, un clásico de la novela erótica del siglo XVIII, y tuvo que enfrentarse a trece juicios ante el Tribunal de Orden Público, uno de los últimos vestigios del franquismo.

## Editoriales
Ramón Akal es dueño de cinco sellos editoriales: Ediciones Akal, Foca, Istmo, Hermann Blume y Siglo XXI de España Editores, adquirida en 2010. En total, sus editoriales tienen un fondo de más de 3.500 títulos, desde clásicos como Hegel o Auguste Comte hasta la actualidad.